# Korea National League 2003
Die K2 League 2003 war die erste Spielzeit der zweithöchsten südkoreanischen Fußballliga unter diesem Namen. Gespielt wurde in 2 Runden. Die Gewinner der jeweiligen Runden spielten im Meisterschaftsspiel um den Titel. Erster Meister der Korea National League wurde Goyang KB Kookmin Bank FC.

## Teilnehmer
| Team                      | Stadt     | Heimstadion                   | Kapazität | In der Liga seit | Vorjahresplatzierung |
| ------------------------- | --------- | ----------------------------- | --------- | ---------------- | -------------------- |
| Gimpo Kookmin Bank FC     | Gimpo     | Gimpo-Stadion                 | 5.068     | 2003             | KSPFL                |
| Ulsan Mipo Dolphins FC    | Ulsan     | n. b.                         | n. b.     | 2003             | KSPFL                |
| Iksan Hallelujah FC       | Iksan     | Iksan-Gongseol-Stadion        | 25.000    | 2003             | KSPFL                |
| Icheon Sangmu FC          | Icheon    | Icheon-Stadion                | 20.305    | 2003             | KSPFL                |
| Incheon Korail FC         | Incheon   | Incheon-Sungeui-Stadion       | 30.000    | 2003             | KSPFL                |
| Suwon City FC             | Suwon     | Suwon-Stadion                 | 11.808    | 2003             | Neugegründet         |
| Seosan Citizen FC         | Seosan    | Seosan-Stadion                | n. b.     | 2003             | KSPFL                |
| Gangneung City FC         | Gangneung | Gangneung-Stadion             | 22.333    | 2003             | KSPFL                |
| Uijeongbu Hummel Korea FC | Uijeongbu | Uijeongbu-Stadion             | 28.000    | 2003             | KSPFL                |
| Daejeon HNP FC            | Daejeon   | Daejeon-Hanbat-Sports-Komplex | 20.618    | 2003             | KSPFL                |
| Seoul City FC             | Seoul     | Mokdong-Stadion               | 20.236    | 2003             | KSPFL                |

## Spielstätten
| Gimpo Kookmin Bank FC | Ulsan Mipo Dolphins FC | Iksan Hallelujah FC    | Icheon Sangmu FC          | Incheon Korail FC             |                   |
| --------------------- | ---------------------- | ---------------------- | ------------------------- | ----------------------------- | ----------------- |
| Gimpo-Stadion         | n. b.                  | Iksan-Gongseol-Stadion | Icheon-Stadion            | Incheon-Sungeui-Stadion       |                   |
| Kapazität: 5.068      | Kapazität: n. b.       | Kapazität: 25.000      | Kapazität: 20.305         | Kapazität: 30.000             |                   |
|                       |                        |                        |                           |                               |                   |
| Suwon City FC         | Seosan Citizen FC      | Gangneung City FC      | Uijeongbu Hummel Korea FC | Daejeon HNP FC                | Seoul City FC     |
| Suwon-Stadion         | Seosan-Stadion         | Gangneung-Stadion      | Uijeongbu-Stadion         | Daejeon-Hanbat-Sports-Komplex | Mokdong-Stadion   |
| Kapazität: 11.808     | Kapazität: n. b.       | Kapazität: 22.333      | Kapazität: 28.000         | Kapazität: 20.618             | Kapazität: 20.236 |
|                       |                        |                        |                           |                               |                   |

## Abschlusstabellen

### Hinrunde
| Pl. | Verein                    | Sp. | S | U | N | Tore    | Diff. | Punkte |
| --- | ------------------------- | --- | - | - | - | ------- | ----- | ------ |
| 1.  | Gimpo Kookmin Bank FC     | 9   | 6 | 2 | 1 | 014:600 | +8    | 20     |
| 2.  | Ulsan Mipo Dolphins FC    | 9   | 5 | 2 | 2 | 013:700 | +6    | 17     |
| 3.  | Iksan Hallelujah FC       | 9   | 4 | 3 | 2 | 020:150 | +5    | 15     |
| 4.  | Icheon Sangmu FC          | 9   | 4 | 2 | 3 | 015:130 | +2    | 14     |
| 5.  | Incheon Korail FC         | 9   | 3 | 4 | 2 | 014:100 | +4    | 13     |
| 6.  | Suwon City FC             | 9   | 3 | 3 | 3 | 011:120 | −1    | 12     |
| 7.  | Seosan Citizen FC         | 9   | 3 | 2 | 4 | 014:150 | −1    | 11     |
| 8.  | Gangneung City FC         | 9   | 2 | 4 | 3 | 012:150 | −3    | 10     |
| 9.  | Uijeongbu Hummel Korea FC | 9   | 2 | 1 | 6 | 010:200 | −10   | 07     |
| 10. | Daejeon HNP FC            | 9   | 0 | 3 | 6 | 005:150 | −10   | 03     |

Zum Hinrundenende 2003:

### Rückrunde
| Pl. | Verein                      | Sp. | S | U | N | Tore    | Diff. | Punkte |
| --- | --------------------------- | --- | - | - | - | ------- | ----- | ------ |
| 1.  | Icheon Sangmu FC            | 9   | 5 | 4 | 0 | 018:900 | +9    | 19     |
| 2.  | Goyang KB Kookmin Bank FC 1 | 9   | 5 | 4 | 0 | 013:500 | +8    | 19     |
| 3.  | Suwon City FC               | 9   | 5 | 2 | 2 | 010:500 | +5    | 17     |
| 4.  | Ulsan Mipo Dolphins FC      | 9   | 3 | 4 | 2 | 011:500 | +6    | 13     |
| 5.  | Seoul City FC 2             | 9   | 4 | 0 | 5 | 011:100 | +1    | 12     |
| 6.  | Uijeongbu Hummel Korea FC   | 9   | 3 | 3 | 3 | 010:130 | −3    | 12     |
| 7.  | Seosan Citizen FC           | 9   | 2 | 5 | 2 | 010:140 | −4    | 11     |
| 8.  | Gangneung City FC           | 9   | 2 | 2 | 5 | 009:120 | −3    | 08     |
| 9.  | Incheon Korail FC           | 9   | 1 | 2 | 6 | 005:140 | −9    | 05     |
| 10. | Daejeon HNP FC              | 9   | 0 | 4 | 5 | 004:140 | −10   | 04     |

Zum Rückrundenende 2003:

## Meisterschaftsspiele
An den Meisterschaftsspielen nahm der beste der Hin- und der Rückrunde teil. Die Meisterschaft wurde durch ein Hin- und ein Rückspiel ausgetragen. Der Gewinner wurde der erste Korea-National-League-Meister. Die Spiele wurden am 15. und am 19. November ausgetragen.
Hinspiel
|                  | Ergebnis |                           |
| ---------------- | -------- | ------------------------- |
| Icheon Sangmu FC | 2:3      | Goyang KB Kookmin Bank FC |

Rückspiel
|                           | Ergebnis |                  |
| ------------------------- | -------- | ---------------- |
| Goyang KB Kookmin Bank FC | 2:2      | Icheon Sangmu FC |

### Gewinner
| Meister K2 League 2003    |
| ------------------------- |
| Goyang KB Kookmin Bank FC |
| 1. Titel                  |

## Belege
- RSSSF (Memento vom 11. Juli 2014 im Internet Archive)